# کاری روکارو
کاری روکارو (انگلیسی: Cari Roccaro؛ زادهٔ ۱۸ ژوئیهٔ ۱۹۹۴) بازیکن فوتبال اهل ایالات متحده آمریکا است.
از باشگاه‌هایی که در آن بازی کرده‌است می‌توان به هیوستون دش اشاره کرد.
وی همچنین در تیم‌های ملی فوتبال تیم ملی فوتبال زنان زیر 17 سال ایالات متحده، تیم ملی فوتبال زنان زیر 18 سال ایالات متحده، تیم ملی فوتبال زیر 20 سال زنان ایالات متحده و زیر ۲۳ سال زنان ایالات متحده آمریکا بازی کرده‌است.